# Heide Schinowsky

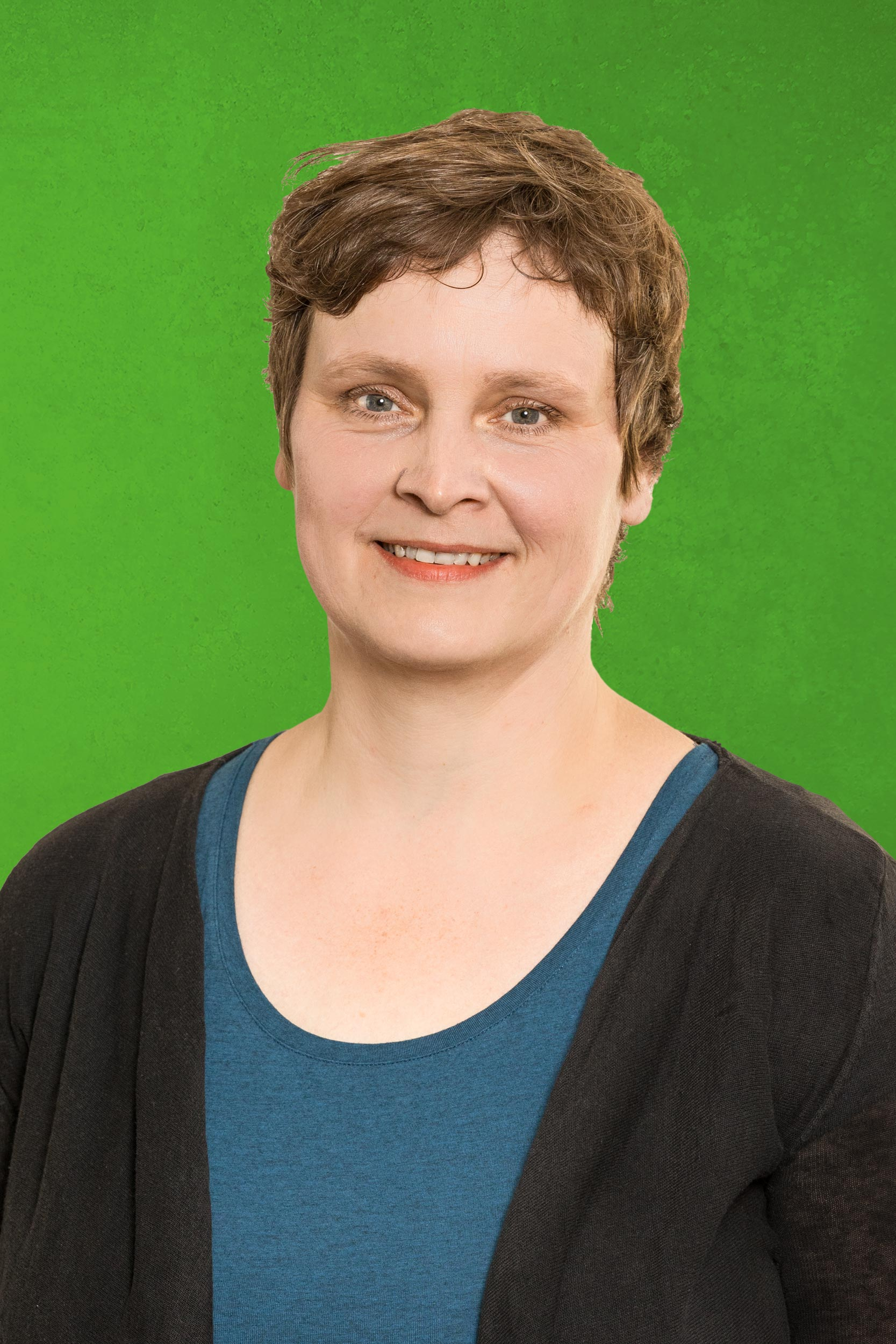
Heide Schinowsky (2021)

Heide Schinowsky (* 3. Juli 1975 in Ludwigsfelde, Bezirk Potsdam, DDR) ist eine deutsche Politikerin (Bündnis 90/Die Grünen). Sie war von 2014 bis 2019 Abgeordnete im Landtag Brandenburg. Am 19. Juni 2022 wurde sie zur geschäftsführenden Vorsitzenden des Menschenrechtszentrum Cottbus e. V. (MRZ) gewählt. Seit 1. Juli 2022 ist sie zudem Leiterin der Gedenkstätte Zuchthaus Cottbus.

## Leben und Beruf
Schinowsky absolvierte ihr Abitur 1995 am Georg-Friedrich-Händel-Gymnasium in Berlin. Anschließend studierte sie von 1996 bis 1999 Evangelische Theologie und Religionslehre an der Humboldt-Universität zu Berlin. 1999 wechselte sie zum Studium an die Alice Salomon Hochschule Berlin. Dort erlangte sie 2003 den Grad Diplom-Sozialpädagogin/Sozialarbeiterin.
Von Mai 2020 bis Oktober 2021 arbeitete Schinowsky als Senior Advisor für Energie und Klimaschutz bei Deutsche Umwelthilfe.
Schinowsky ist verheiratet und hat ein Kind.

## Politische Laufbahn

### Partei
Heide Schinowsky ist seit Januar 2000 Mitglied bei Bündnis 90/Die Grünen. Von 2007 bis 2014 war Schinowsky Referentin für Klima/Energie & Bauen/Wohnen der Fraktion Bündnis 90/Die Grünen im Berliner Abgeordnetenhaus, von 2003 bis 2006 Büroleiterin des Bundesvorsitzenden von Bündnis 90/Die Grünen Reinhard Bütikofer und Stellvertretende Pressesprecherin beim Bundesvorstand von Bündnis 90/Die Grünen. Im November 2014 kandidierte Schinowsky im Landtagswahlkreis Cottbus I und wurde über die Landesliste von Bündnis 90/Die Grünen in den Landtag Brandenburg gewählt.
Von 2019 bis 2023 war sie Mitglied im Landesparteirat Bündnis 90/Die Grünen Brandenburg. Am 17. September 2020 wurde sie von den Kreisverbänden Bündnis 90/Die Grünen Spree-Neiße und Cottbus als Direktkandidatin aufgestellt. Vom Landesparteitag wurde sie am 17. April 2021 auf Platz 5 der Landesliste gewählt.

### Abgeordnete
Von 2014 bis 2019 war Heide Schinowsky Abgeordnete im Landtag Brandenburg (6. Wahlperiode) und energie- und wirtschaftspolitische Sprecherin der Fraktion von Bündnis 90/Die Grünen sowie Sprecherin für die Aufarbeitung von DDR-Unrecht. 
Sie war Mitglied im Ausschuss für Wirtschaft und Energie und im Petitionsausschuss. Sie war zudem Ansprechpartnerin für die Angelegenheiten der Sorben/Wenden und stellvertretendes Mitglied im Richterwahlausschuss und im Ausschuss für Bildung, Jugend und Sport.

## Zivilgesellschaftliches Engagement
Von 2008 bis 2014 war sie Mitglied im Landesvorstand von Bündnis 90/Die Grünen Brandenburg. Von 1996 bis 2002 war Heide Schinowsky Mitglied in Landes- bzw. Bundesvorstand der BUNDjugend. Von 2013 bis 2015 war sie Landesvorsitzende des BUND Berlin.
Seit November 2017 ist sie Mitglied im Umweltbeirat, sowie seit Juli 2023 Mitglied der Landessynode der evangelischen Kirche Berlin-Brandenburg-oberschlesische Lausitz (EKBO).